# Цикламен коський (монета)
«Цикламе́н ко́ський» — пам'ятна монета номіналом 2 гривні, випущена Національним банком України, присвячена виду багаторічної реліктової рослини що зникає — Цикламену коському (Кузнецова). Ця ніжна бузково-рожева квітка з круглими, як у латаття, листками занесена до Червоної книги України.
Монету введено в обіг 30 вересня 2014 року. Вона належить до серії «Флора і фауна».
28 травня 2015 року монету визнано переможцем у номінації «Найкраще художнє рішення» щорічного конкурсу «Краща монета року України» серед монет, які офіційно введені в обіг Національним банком України з 01 січня до 31 грудня 2014 року.

## Опис монети та характеристика
| Номінал грн. | Метал      | Маса, г | Діаметр, мм | Якість виготовлення       | Гурт     | Тираж, штук |
| ------------ | ---------- | ------- | ----------- | ------------------------- | -------- | ----------- |
| 2            | нейзильбер | 12,8    | 31,0        | спеціальний анциркулейтед | рифлений | 35 000      |

### Аверс
На аверсі монети в обрамленні вінка, утвореного із зображень окремих видів флори і фауни, розміщено малий Державний Герб України та написи — «НАЦІОНАЛЬНИЙ/БАНК/УКРАЇНИ/2/ГРИВНІ/2014» та логотип Монетного двору Національного банку України.

### Реверс
На реверсі монети зображено Цикламен коський (Кузнецова) (кольоровий, використано тамподрук) та розміщено написи: «ЦИКЛАМЕН КОСЬКИЙ (КУЗНЕЦОВА)» (угорі), «CYCLAMEN COUM MILL. S. L.» (унизу).

Частину монет із загального тиражу було випущено у буклетах

## Автори

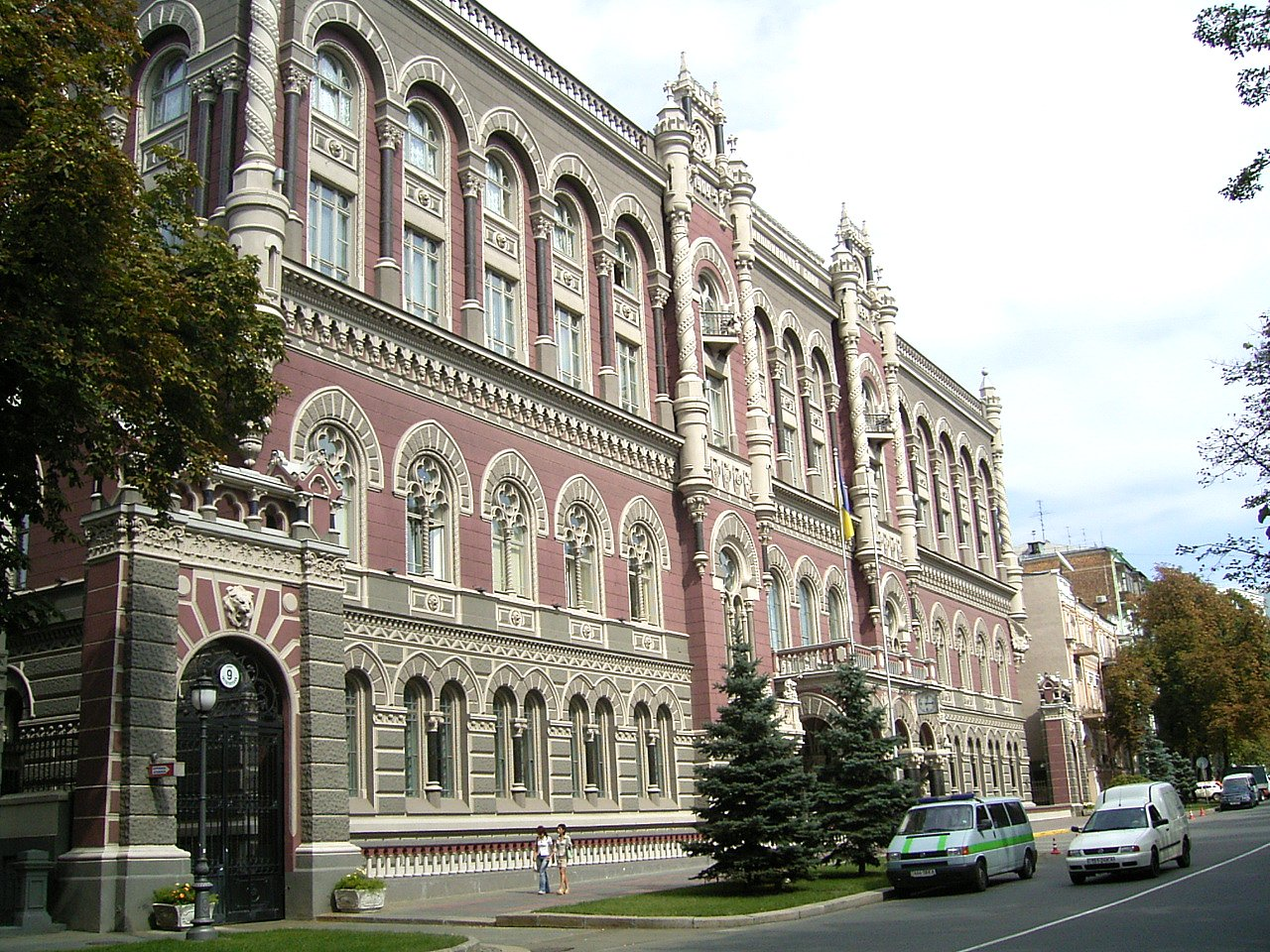
Будівля Національного банку України

- Художник — Дем'яненко Володимир.
- Скульптор — Дем'яненко Володимир.

## Вартість монети
Під час введення монети в обіг 2014 року, Національний банк України реалізовував монету через свої філії за ціною 20 гривень.
Фактична приблизна вартість монети з роками змінювалася так:
| Рік        | 2015 | 2016 | 2017 | 2018 | 2019 | 2020 | 2021 | 2022 | 2023 | 2024 | 2025 |
| ---------- | ---- | ---- | ---- | ---- | ---- | ---- | ---- | ---- | ---- | ---- | ---- |
| Ціна, грн. | 100  | 90   | 110  | 110  | 110  | 115  | 170  | 340  | 520  | 880  | 870  |